# René de Montjean
Pour les articles homonymes, voir Montjean.
René de Montjean ou Montejean ou Montejehan, († 1539) est un militaire français, élevé par le roi François Ier à la dignité de maréchal de France (1538).

## Biographie
Né à une date inconnue, il est le fils de Louis de Montjean seigneur de Montjean (v. 1450–1508) et de Jeanne du Chastel (v. 1463–1506), dame de La Bellière et de Combourg (par sa mère Jeanne Raguenel), et dame de Cholet. Il hérite de la baronnie de Montjean en 1515, et sera le dernier du nom.
Grand seigneur intrépide, mais aussi prodigue et joueur, il est blessé et fait prisonnier en 1525 à Pavie.
En 1526, il épouse, sans postérité, Philippe de Montespédon, dame de Beaupréau et de Chemillé, à qui il laisse Cholet.
En 1532, François Ier lui cède les revenus de la riche baronnie de Fougères, et il jouera, au titre de cette baronnie, un rôle important dans la signature du Traité d'Union avec la Bretagne en 1532. Il devient également lieutenant général en Bretagne.
Lieutenant-général pour la campagne du Piémont en 1537, il commande les gens de pied et compte comme chirurgien attaché à ses troupes un certain Ambroise Paré, frais émoulu de l’école de médecine. Il s’impose au Pas-de-Suze en 1537, il est nommé gouverneur du Piémont le 29 novembre 1537 puis maréchal de France le 10 février 1538 mais meurt à Turin en septembre 1539
Sa sœur et héritière Anne, morte en 1562, veuve de Jean VII d'Acigné (vers 1490-1539), transmit la baronnie de Montjean à leur fils Jean VIII d'Acigné (vers 1525-1573) dont la fille Judith d'Acigné épousa en 1579 le maréchal Charles II de Cossé (1550-1621), fils du maréchal de France Charles Ier de Cossé.

## Armoiries
| Figure | Blasonnement            |
|        | D'or fretté de gueules. |